# Borozdà
Borozdà (en rus: Борозда) és un poble de la República de Khakàssia, a Rússia, que en el cens del 2010 tenia 127 habitants. Pertany al districte de Bograd.